# Barwala

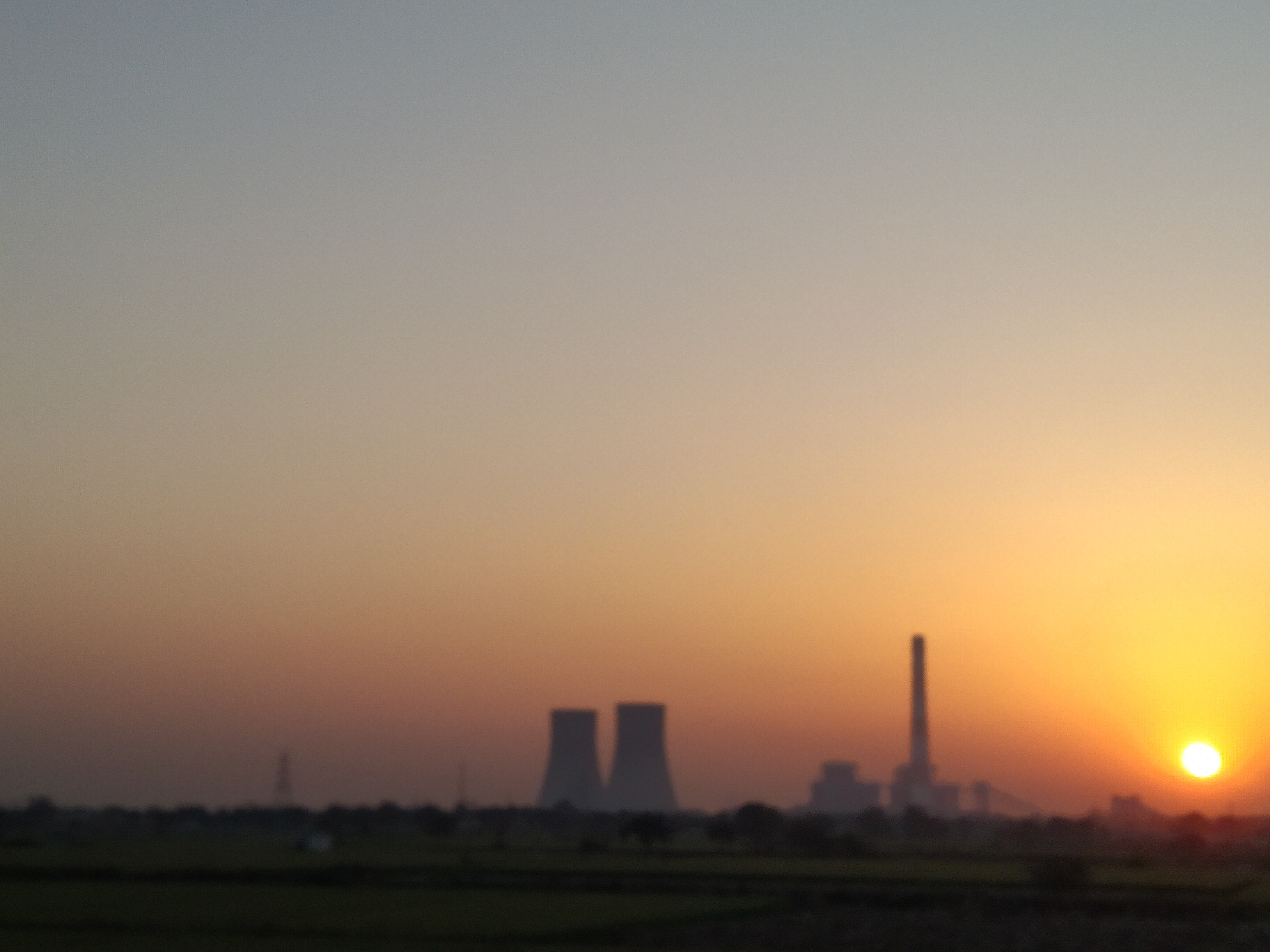
Pôr do sol em uma usina termoelétrica em Barwala.

Barwala é uma cidade  no distrito de Hisar, no estado indiano de Haryana.

## Geografia
Barwala está localizada a 29° 23′ N, 75° 55′ L. Tem uma altitude média de 214 metros (702 pés).

## Demografia
Segundo o censo de 2001, Barwala tinha uma população de 33 130 habitantes. Os indivíduos do sexo masculino constituem 53% da população e os do sexo feminino 47%. Barwala tem uma taxa de literacia de 57%, inferior à média nacional de 59,5%; com 60% para o sexo masculino e 40% para o sexo feminino. 17% da população está abaixo dos 6 anos de idade.